# Мідні духові музичні інструменти

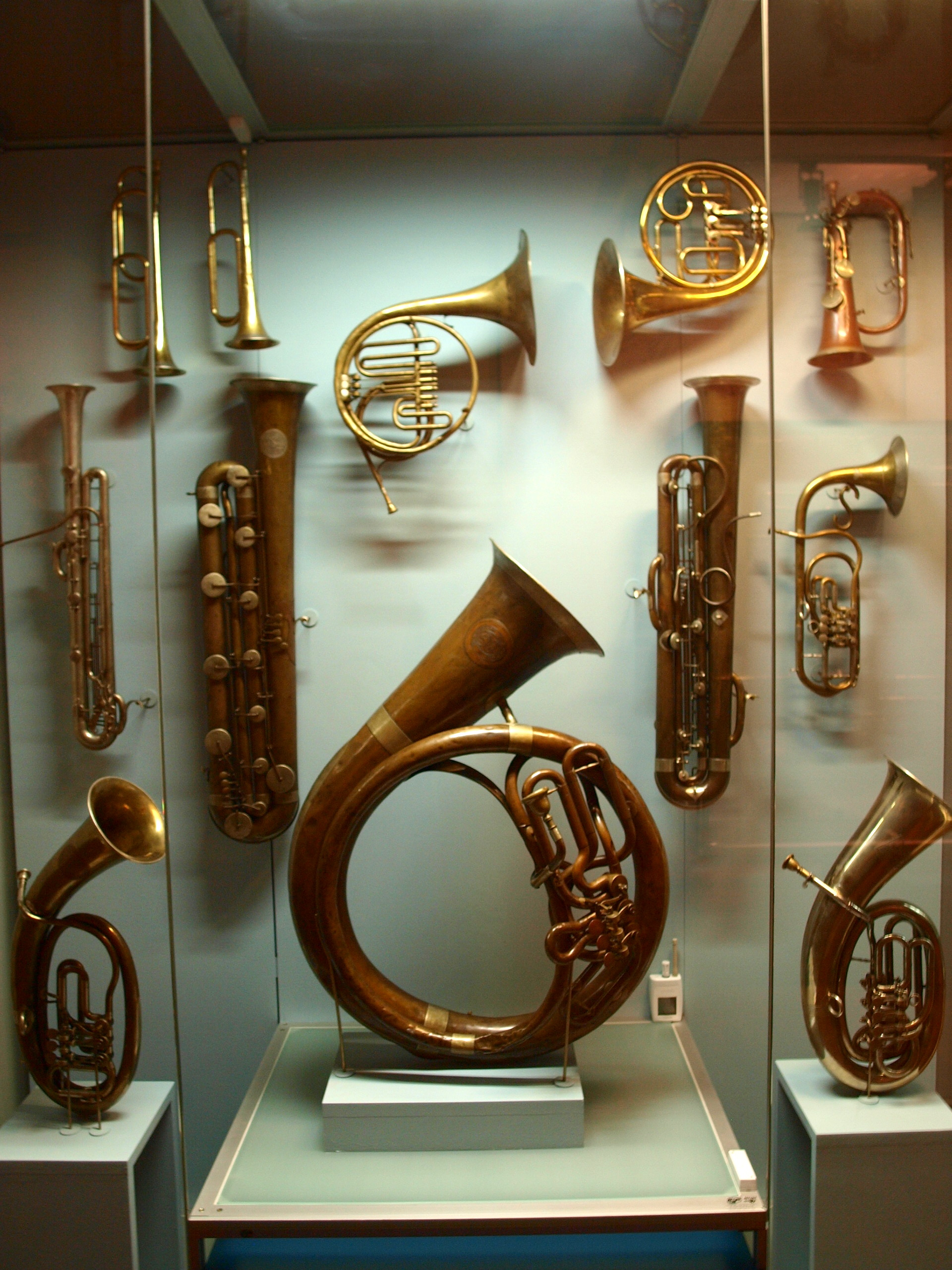
Старовинні інструменти

Мі́дні духові́ інструме́нти — група духових музичних інструментів, принцип гри на яких полягає в одержанні звуків гармонічного ряду шляхом зміни сили потоку повітря, що вдувається в інструмент, або особливим положенням губ виконавця.
Найменування мідні історично сходить до матеріалу, з якого виготовлялися ці інструменти, хоча сучасні інструменти нерідко виготовляються також з латуні, рідше срібла, а деякі з інструментів епохи Середньовіччя й бароко з подібним способом звуковидобування (наприклад, серпент) були виконані з дерева.
До мідних духових інструментів відносяться сучасні валторна, труба, корнет, флюгельгорн, тромбон, туба. Окрему групу становлять саксгорни. Старовинні мідні інструменти — сакбут (попередник сучасного тромбона), серпент, трембіта й ін. Мідними також є деякі народні інструменти, наприклад, середньоазійський карнай.

## Історія мідних інструментів
Мистецтво сурмити в порожній ріг тварини або в раковину було відомо вже в далекій давнині. Згодом люди навчилися робити з металу спеціальні інструменти, схожі на роги й призначені для військових, мисливських і культових цілей.
Предками сучасних мідних духових інструментів мисливські роги, військові сигнальні труби, поштові ріжки. Ці інструменти, що не мали механізму вентилів, давали кілька звуків натуральної шкали, що видобувають тільки за допомогою губ виконавця. Звідси з'явилися військові й мисливські фанфари й сигнали, засновані на звуках натуральної шкали, що міцно ввійшли в музичну практику.
При підвищенні техніки обробки металів і виробництва металевих виробів стало можливим виготовляти трубки для духових інструментів певних габаритів і потрібного ступеня обробки.
У міру вдосконалення мідних духових труб і розвитку мистецтва видобувати на них значну кількість звуків натуральної шкали, з'явилося поняття натуральних інструментів, тобто інструментів без механізму, здатних давати тільки натуральну шкалу.
На початку XIX століття був винайдений механізм вентилів, що різко збільшив можливості мідних духових інструментів. Принцип вентиля полягає в миттєвому включенні в основну трубку додаткової крони, що збільшує довжину інструмента і понижує весь його стрій.

## Застосування мідних духових інструментів у музиці
Мідні духові інструменти становлять одну з основних груп симфонічного оркестру, а також є основою духового оркестру. Достатньо численна також і сольна література для мідних інструментів. Валторна нерідко застосовується також і в камерних ансамблях.
Труби й тромбони є одними з головних інструментів джазу й ряду інших жанрів.